# Le Plessis-Gassot
Le Plessis-Gassot ist eine französische Gemeinde mit 97 Einwohnern (Stand: 1. Januar 2022) im Département Val-d’Oise in der Region Île-de-France; sie gehört zum Arrondissement Sarcelles und zum Kanton Fosses (bis 2015: Kanton Écouen). Die Einwohner werden Plesséens genannt.

## Geographie
Le Plessis-Gassot liegt etwa 20 Kilometer nordnordöstlich von Paris. Umgeben wird Le Plessis-Gassot von den Nachbargemeinden Le Mesnil-Aubry im Norden und Nordwesten, Fontenay-en-Parisis im Osten und Nordosten, Bouqueval im Osten und Südosten, Villiers-le-Bel im Süden und Südwesten sowie Écouen im Westen und Südwesten.

## Bevölkerungsentwicklung
| Jahr                      | 1962 | 1968 | 1975 | 1982 | 1990 | 1999 | 2006 | 2012 |
| Einwohner                 | 132  | 94   | 89   | 67   | 79   | 74   | 77   | 71   |
| Quelle: Cassini und INSEE |      |      |      |      |      |      |      |      |

## Sehenswürdigkeiten

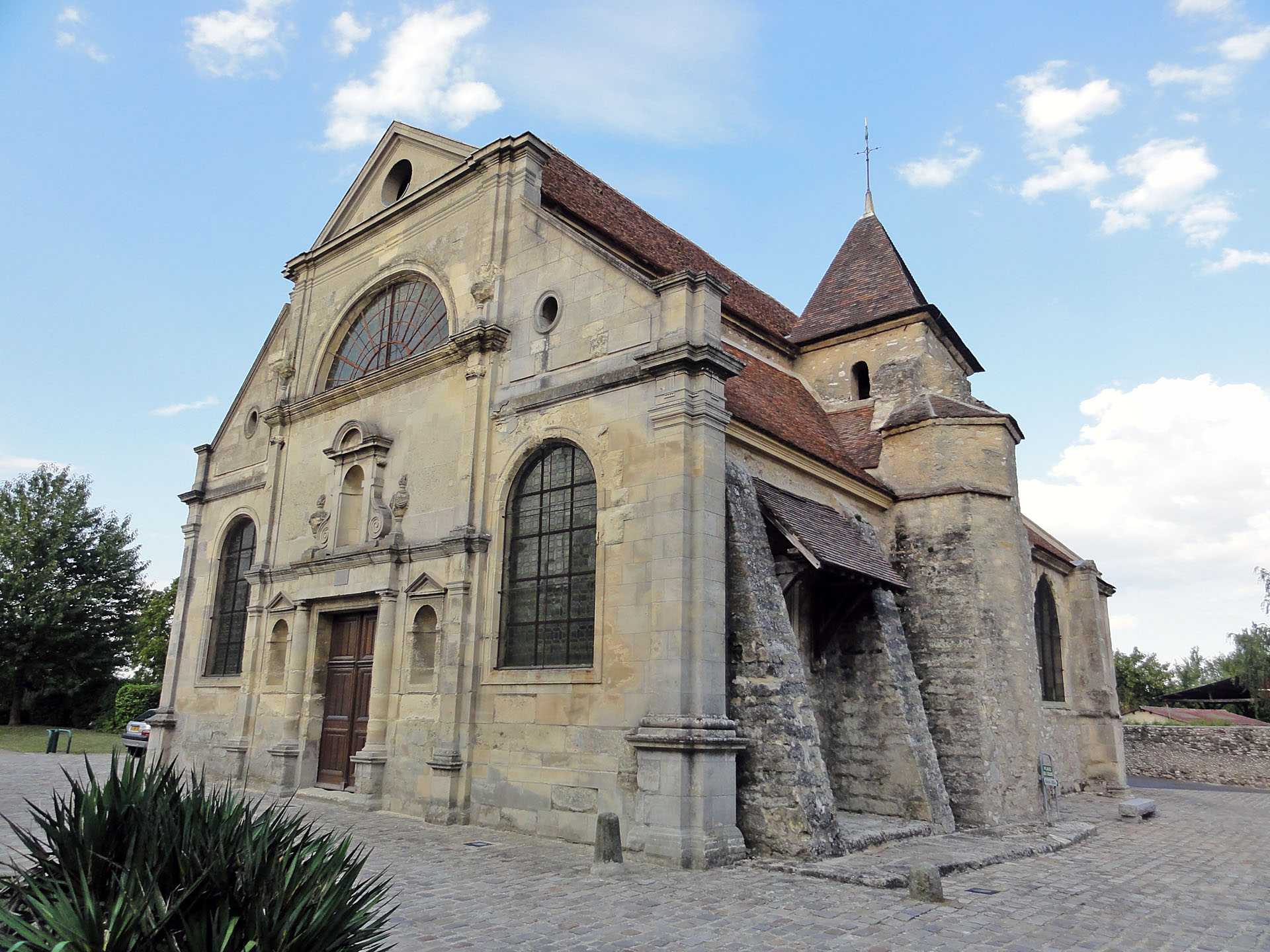
Kirche Notre-Dame

- Kirche Notre-Dame-de-l'Assomption (Monument historique seit 1930), von 1560 bis 1575 erbaut
- Gutshöfe
- Waschhaus